# Сєргов Олександр Юрійович
Олександр Юрійович Сєргов, також відомий як «Чернігівський маніяк» — мешканець Чернігова, який в день народження Гітлера, 20 квітня 2010 року, убив на вулицях міста трьох людей і покалічив ще одного.

## Вбивства
У ніч із 20 на 21 квітня троє людей було вбито саперною лопаткою в мікрорайоні «Лісковиця» у місті Чернігові. Під ранок був скоєний ще один напад: жертві маніяк відрізав вухо.
Жертвами чернігівського маніяка стали:
1. Марія Андронник (84 роки) — обезголовлений труп знайдено 20 квітня близько 18:00 у районі приватних будинків водієм, який паркував машину.
2. Олена Касаткіна (60 років) — обезголовлений труп знайдено 20 квітня близько 22:00 біля магазину, до якого вона пішла по мінеральну воду.
3. Іван Гапшенко (72 роки) — обезголовлений труп знайдено на дачі онуком жертви.
4. Валерій Якименко (45 років) — єдина жертва, що вижила. Чоловік ухилився від удару лопатою, злякав нападника криком і пізніше допоміг скласти фоторобот.

Вважається, що вбивця знав одну з жертв, стареньку, яка шила йому різні нацистські атрибути.

## Арешт та вирок
21 квітня 2010 року підозрюваного у скоєнні злочинів було затримано, у нього було конфісковано зброю вбивства (лопата з коротким черешком) та одяг зі слідами крові. Арешт став можливим завдяки фотороботу, складеному жертвою, що вижила, а також інформації персоналу лікарень.
Це був Олександр Сергов, юнак 1988 року народження, прихильник нацистської ідеології, який вчиняв злочини саме в день народження Адольфа Гітлера. Затриманий страждав на шизофренію і раніше був судимий за статтею 309 Кримінального кодексу («зберігання та вживання наркотичних засобів»).
Після арешту Олександра Сергова було поміщено до ізолятора тимчасового тримання. Судово-психіатрична експертиза була проведена у два етапи: амбулаторно у Чернігові та стаціонарно у Києві. 9 червня заарештований був етапований із чернігівського СІЗО до Києва, де у психіатричній лікарні ім. Павлова протягом понад півтора місяці проходив другий етап експертизи. Остаточні результати були озвучені 27 липня, згідно з якими обстежуваний під час скоєння злочинів був психічно хворий і не усвідомлював своїх дій.
23 вересня 2010 року Новозаводський районний суд Чернігова оголосив вирок, за яким через своє захворювання Сергій був визнаний таким, що не підлягає кримінальному переслідуванню, також йому було призначено примусове лікування в психіатричній клініці з посиленим наглядом. Деякі родичі жертв висловлювали намір подати апеляцію за винесеним рішенням, оскільки у зв'язку з відсутністю в ньому зазначеного винного суб'єкта не були задоволені їхні претензії щодо відшкодування матеріальних збитків. Олександр Сергов був госпіталізований до розташованої в Дніпропетровську психіатричної лікарні зі строгим наглядом, спеціально призначеної для хворих, які чинили або потенційно здатні вчинити суспільно небезпечні дії в неосудному стані. Про його подальшу долю думки розходяться.

## Суспільний резонанс
За версією щотижневої програми «Вести.net» новина про чернігівського маніяка, який вбив одразу трьох людей, увійшла до п'ятірки головних сюжетів тижня в інформаційних телепрограмах і посіла друге місце після новини про скасування авіарейсів у Європі.
Затримання чернігівського маніяка вважається класичний прикладом об'єднання ЗМІ, громадськості та міліції для розкриття злочину. Начальник Департаменту карного розшуку МВС України генерал-майор Валерій Литвин заявив, що справа чернігівського маніяка увійде до підручників для курсантів.